# Рогалевский, Сергей Иванович
Сергей Иванович Рогалевский (4 октября 1964) — советский и российский футболист, нападающий, полузащитник, тренер.
Воспитанник ДЮСШ Топки.
В первенствах СССР и России играл в первой (1987—1990, 1992) и второй (1991, 1993—2000) лигах. Бо́льшую часть карьеры провёл в кемеровском «Кузбассе» в 1987—1992, 1996—2000 годах — 303 матча, 64 гола. Также выступал за «Горняк» Грамотеино (1993) и «Мотор» Прокопьевск (1994—1995).
В последнем сезоне в «Кузбассе» в 2000 году играл с августа, одновременно был главным тренером.